# باگیچ
باگیچ (به لاتین: Bagicz) یک منطقهٔ مسکونی در لهستان است که در گمینا اوسترونگه مورسکیه واقع شده‌است. باگیچ ۳۸ نفر جمعیت دارد.